# Vida de rico
«Vida de rico» es una canción interpretada por el cantante colombiano Camilo. Fue publicada el 21 de septiembre de 2020 a través de Sony Music Latin como el primer sencillo de su segundo álbum de estudio Mis manos (2021). La canción fue un suceso comercial ubicándose en el primer puesto de varias listas de éxitos musicales en países de América Latina.

## Composición y letra
La canción fue escrita por Camilo en conjunto con Edgar Barrera y se trata de una cumbia colombiana tradicional con elementos del pop latino. El sencillo, durante su producción, no pasó por proceso de reajuste, sino que decidieron conservar la maqueta original. La lírica habla de que el artista a pesar de no contar con una fortuna económica, puede compartir todo lo que tiene con la persona que ama.

## Recepción

### Desempeño comercial
El sencillo, en Estados Unidos, llegó al número uno de las listas Latin Airplay y Latin Pop Airplay de Billboard, mientras que en la lista Hot Latin Songs ocupó el puesto número 8. En el listado global de Billboard, la canción se posicionó en el puesto número 29. En la semana del 4 de noviembre de 2020, alcanzó el puesto número uno del listado Argentina Hot 100 de Billboard. En España, «Vida de rico» estuvo en la cima durante cuatro semanas no consecutivas y se mantuvo dentro del top 10 por 26 semanas, lo que la convirtió en la segunda canción digital más vendida del 2021, quedado por detrás de «Jerusalema» de Master KG y Nomcebo Zikode.
«Vida de rico» logró un desempeño exitoso en las emisoras de radio, logrando ingresar en varias de las listas elaboradas por Monitor Latino, donde alcanzó la posición número 1 en Argentina, Colombia, Perú y El Salvador.

### Premios y nominaciones
| Año  | Premiación                  | Categoría                         | Resultado | Ref.   |
| ---- | --------------------------- | --------------------------------- | --------- | ------ |
| 2021 | Premios Nuestra Tierra      | Canción del año                   | Nominado  | [ 8 ]  |
| 2021 | Premios Nuestra Tierra      | Canción tropical / salsa / cumbia | Ganador   | [ 8 ]  |
| 2021 | Premios Nuestra Tierra      | Mejor video                       | Nominado  | [ 8 ]  |
| 2021 | Premios Nuestra Tierra      | Canción favorita del público      | Nominado  | [ 8 ]  |
| 2021 | Latino Show Music Awards    | Canción del año                   | Nominado  | [ 9 ]  |
| 2021 | Latino Show Music Awards    | Mejor canción pop urbano          | Nominado  | [ 9 ]  |
| 2021 | Premios Juventud            | Track viral del año               | Nominado  | [ 10 ] |
| 2021 | Premios Juventud            | El traffic jam                    | Nominado  | [ 10 ] |
| 2021 | Monitor Latino Music Awards | Mejor canción pop masculina       | Ganador   | [ 11 ] |
| 2021 | Los 40 Music Awards         | Mejor canción                     | Nominado  | [ 12 ] |
| 2021 | Premios Grammy Latinos      | Grabación del año                 | Nominado  | [ 13 ] |
| 2021 | Premios Grammy Latinos      | Canción del año                   | Nominado  | [ 13 ] |
| 2021 | Premios Grammy Latinos      | Mejor canción pop                 | Ganador   | [ 13 ] |
| 2021 | Premios Quiero              | Mejor video pop                   | Ganador   | [ 14 ] |
| 2021 | Premios Quiero              | Mejor video del año               | Ganador   | [ 14 ] |
| 2022 | Premios Lo Nuestro          | Canción del año                   | Nominado  | [ 15 ] |
| 2022 | Premios Lo Nuestro          | Canción del año pop               | Nominado  | [ 15 ] |
| 2022 | Premios ASCAP               | Reconocimiento especial           | Ganador   | [ 16 ] |

## Video musical
El videoclip fue dirigido por Evaluna Montaner y producido por Camilo y Cristian Saumeth bajo la supervisión del estudio Camaléón Music. El video muestra a Camilo y a Evaluna, su esposa, visitando su primera casa que están en pleno proceso de construcción y remodelado.

## Posicionamiento en las listas
| Listas (2020)                         | Mejor posición |
| ------------------------------------- | -------------- |
| América Latina (Monitor Latino)       | 2              |
| Argentina (Monitor Latino)            | 1              |
| Argentina Hot 100 (Billboard)         | 1              |
| Bolivia (Monitor Latino)              | 2              |
| Bubbling Under Hot 100 (Billboard)    | 11             |
| Centroamérica (FONOTICA)              | 7              |
| Chile (Monitor Latino)                | 2              |
| Colombia (Monitor Latino)             | 1              |
| Colombia (National Report)            | 1              |
| Colombia Streaming (Promúsica)        | 2              |
| Costa Rica (FONOTICA)                 | 6              |
| Costa Rica (Monitor Latino)           | 1              |
| Ecuador (Monitor Latino)              | 1              |
| El Salvador (ASAP EGC)                | 1              |
| El Salvador (Monitor Latino)          | 1              |
| España (PROMUSICAE)                   | 7              |
| Global 200 (Billboard)                | 29             |
| Guatemala (Monitor Latino)            | 1              |
| Honduras (Monitor Latino)             | 6              |
| Hot Latin Songs (Billboard )          | 8              |
| Latin Airplay (Billboard)             | 1              |
| Latin Digital Songs (Billboard)       | 6              |
| Latin Pop Airplay (Billboard)         | 1              |
| México (Monitor Latino)               | 3              |
| Mexico Airplay (Billboard)            | 3              |
| Mexico Espanol Airplay (Billboard)    | 1              |
| Nicaragua (Monitor Latino)            | 4              |
| Panamá (Monitor Latino)               | 15             |
| Paraguay (Monitor Latino)             | 3              |
| Perú (Monitor Latino)                 | 1              |
| Perú (UNIMPRO)                        | 3              |
| Puerto Rico (Monitor Latino)          | 3              |
| República Dominicana (Monitor Latino) | 4              |
| Uruguay (Monitor Latino)              | 3              |
| Venezuela (Monitor Latino)            | 6              |

| Listas (2020)  | Mejor posición |
| -------------- | -------------- |
| Paraguay (SGP) | 1              |
| Uruguay (CUD)  | 7              |

| Listas (2020)                | Mejor posición |
| ---------------------------- | -------------- |
| Argentina (Monitor Latino)   | 67             |
| Bolivia (Monitor Latino)     | 25             |
| Colombia (Monitor Latino)    | 49             |
| Costa Rica (Monitor Latino)  | 57             |
| Ecuador (Monitor Latino)     | 41             |
| El Salvador (Monitor Latino) | 23             |
| España (PROMUSICAE)          | 68             |
| Nicaragua (Monitor Latino)   | 81             |
| Paraguay (Monitor Latino)    | 47             |
| Perú (Monitor Latino)        | 36             |
| Uruguay (Monitor Latino)     | 77             |
| Listas (2021)                | Mejor posición |
| Chile (Monitor Latino)       | 9              |
| España (PROMUSICAE)          | 17             |
| Guatemala (Monitor Latino)   | 5              |
| Honduras (Monitor Latino)    | 29             |
| Hot Latin Songs (Billboard)  | 33             |
| Panamá (Monitor Latino)      | 59             |
| Venezuela (Monitor Latino)   | 24             |

## Certificaciones
| País           | Organismo certificador | Certificación           | Ventas certificadas | Simbolización | Ref.   |
| -------------- | ---------------------- | ----------------------- | ------------------- | ------------- | ------ |
| Brasil         | PMB                    | Oro                     | 20 000              | ●             | [ 72 ] |
| Chile          | PROFOVI                | Platino                 | 33 240 221          | ▲             | [ 73 ] |
| Colombia       | ASINCOL                | Platino                 | 20 000              | ▲             | [ 74 ] |
| España         | PROMUSICAE             | 6× Platino              | 240 000             | ▲             | [ 75 ] |
| Estados Unidos | RIAA                   | 8× Platino              | 480 000             | ▲             | [ 76 ] |
| México         | AMPROFON               | Diamante+2× Platino+Oro | 450 000             | ✦             | [ 77 ] |

## Historial de lanzamientos
| Región | Fecha                    | Formato(s)                 | Discográfica     | Ref.   |
| ------ | ------------------------ | -------------------------- | ---------------- | ------ |
| Varios | 21 de septiembre de 2020 | Descarga digital streaming | Sony Music Latin | [ 78 ] |